# Львівська єпархія Українського екзархату
Львівська єпархія — єпархія Українського екзархату Російської православної церкви з центром у Львові.
Єпархія утворена у 1945 році після остаточного приєднання Галичини до Радянського Союзу. Значно поповнилася колишніми греко-католицькими парафіями після Львівського собору у 1946 році, ставши після цього найбільшою єпархією РПЦ. Після виходу УГКЦ з підпілля наприкінці 1980-х років велика кількість парафій знову приєдналася до неї.
З утворенням самоврядної Української православної церкви (Московського патріархату) на чолі з митрополитом Філаретом (Денисенком) 27 жовтня 1990 року, увійшла до її складу. Однак невдовзі після розколу ініціованого Московським патріархатом у 1992 році в результаті Харківського собору недивлячись на автономний статус церкви більшість вірних на чолі з правлячим архієреєм єпископом Львівським і Дрогобицьким Андрієм (Гораком) приєдналася до Української православної церкви — Київського патріархату на чолі з тим же митрополитом Філаретом (Денисенком).

## Історія
Після анексії Західної України Радянським Союзом за Пактом Молотова — Ріббентропа у 1939 році православні парафії Галичини, які до того перебували під прямим управлінням митрополитів Варшавських — предстоятелів Польської православної церкви, перейшли під управління Російської православної церкви, зокрема, Українського екзархату.
Восени 1940 року Місценаглядач Московського патріаршого престолу митрополит Сергій утворив Екзархат західних областей України та Білорусі. Архієпископом Волинським і Луцьким, Екзархом західних областей України та Білорусі було призначено Миколая (Ярушевича). Він відмовився від призначення через нещодавну смерть матері, однак був змушений підкоритися волі Місценаглядача. Прибувши на кафедру, архієпископ відвідав Львів і деякий час служив у церкві святого Георгія.
27 березня 1941 року в Єлохівському Богоявленському кафердальному соборі Москви намісника Почаївської лаври Пантелеймона (Рудика) було висвящено на єпископа Львівського, втім, не звільнено з посади намісника, тому єпископ продовжував жити в Лаврі. 2 червня того ж року Священний Синод РПЦ звільнив його з посади намісника.
Після завоювання Галичини Третім Рейхом і її приєднання о Генеральної губернії, православні парафії краю знов увійшли до складу Польської православної церкви, будучи підпорядкованими архієпископу Краківському, Лемківському і Львівському.
У 1945 році, після другого приходу в Галичину Червоної армії, над територією регіону було відновлено юриздикцію РПЦ. В межах Українського екзархату було створено Львівську єпархію, до складу якої увійшли Львівська, Тернопільська, станіславська та Дрогобицька області. 22 квітня 1945 року на єпископа Львівського і Тернопільського, керуючого єпархією було висвячено протоієрея Михайла Оксіюка, котрий прийняв чернецтво з ім'ям Макарій.
У березні 1946 року у Львові пройшов Собор Української греко-католицької церкви, на якому її було приєднано до РПЦ. Практично, її було приєднано до Львівської єпархії, після чого з Львівської єпархії було виділено Дрогобицьку та Станіславську на території Дрогобицької та Станіславської областей відповідно. Кафедральним собором єпископа Львівського і Тернопільського, який до того мешкав при Георгіївській церкві і в ній же служив, став Собор святого Юра.
У 1959 році до Львівської єпархії приєднано Дрогобицьку.
У червні 1975 року єпархію відвідав патріарх Румунський Юстиніан, у вересні 1986 року — патріарх Сербський Герман, 24-26 серпня 1987 року — патріарх Константинопольський Димитрій I. У 1988 році в єпархії відбулися масштабні святкування 1000-ліття Хрещення Русі.
27 грудня 1988 році зі складу Львівської було виділено Тернопільську єпархію, титул єпископів, керуючих Львівскою єпархією змінено на «Львівський і Дрогобицький».
Після виходу УГКЦ з підпілля наприкінці 1980-х років велика кількість парафій знову приєдналась до неї. Після довгих протистоянь греко-католикам було передано Собор святого Юра. Кафедральним собором стала Покровська церква.
З 28 липня по 28 грудня 1988 року в єпархії була Кременецька вікарна кафедра, яку займав Марк (Петровцій).
19 серпня 1989 року настоятель Церкви святих апостолів Петра і Павла протоієрей Володимир Ярема проголосив вихід його парафії з юрисдикції Московського патріархату. Впродовж кількох місяців десятки парафій у єпархії перейшли до Української автокефальної православної церкви.
У жовтні 1990 року, коли Український екзархат було перетворено на самоврядку з правами широкої автономії Українську православну церкву, Львівська єпархія увійшла до її складу як Львівська єпархія Української православної церкви (Московського патріархату). Невдовзі після цього більшість вірних на чолі з єпископом Львівським і Дрогобицьким Андрієм (Гораком) приєдналася до Української православної церкви — Київського патріархату, утворивши Львівську єпархію Української православної церкви — Київського патріархату.

## Правлячі архієреї
- Пантелеймон Рудик, єпископ Львівський (16 березня 1941 — німецька окупація)
- Макарій Оксіюк, єпископ Львівський і Тернопільський (22 квітня 1945 — 15 травня 1951)
- Фотій Тапіро, архієпископ Львівський і Тернопільський (27 грудня 1951 — 20 серпня 1952)
- Панкратій Кашперук, архієпископ Львівський і Тернопільський (15 листопада 1952 — 23 червня 1956)
- Палладій Камінський, архієпископ Львівський і Тернопільський (23 липня 1956 — 31 травня 1960)
- Григорій Закаляк, архієпископ Львівський і Тернопільський (19 вересня 1960 — 15 жовтня 1964)
- Даміан Марчук, єпископ Львівський і Тернопільський (15 жовтня 1964 — 8 жовтня 1965)
- Миколай Юрик, митрополит Львівський і Тернопільський (31 жовтня 1965 — 23 листопада 1983)
- Никодим Руснак, митрополит Львівський і Дрогобицький, до 9 квітня 1985 архієпископ, до 27 грудня 1988 Львівський і Тернопільський (23 листопада 1983 — 13 вересня 1989)
- Іриней Середній, архієпископ Львівський і Дрогобицький (13 вересня 1989 — 10 квітня 1990)
- Андрій Горак, єпископ Львівський і Дрогобицький (18 квітня 1990 — 14 липня 1992)

### Вікарні архієреї
- Марк Петровцій, єпископ Кременецький (28 липня — 28 грудня 1988)